# Bangsund
Bangsund es una localidad de la provincia de Trøndelag en la región de Trøndelag, Noruega. Se encuentra ubicada en la parte central del país, cerca del fiordo de Trondheim y de la costa del mar de Noruega. 